# Jornal Americano de Botânica
O American Journal of Botany é uma revista científica mensal revisada por pares que cobre todos os aspectos da biologia vegetal . É publicado pela Botanical Society of America desde 1914. A revista tem um fator de impacto de 3.038, a partir de 2019. Desde 2018 o acesso está disponível através da editora John Wiley & Sons (Wiley). De 1951 a 1953, Oswald Tippo atuou como editor; a editora atual é Pamela Diggle.  